# Gran Premio degli Stati Uniti d'America 1987
Il Gran Premio degli Stati Uniti è stato il 441º Gran Premio di Formula 1 della storia, corso il 21 giugno 1987 sul circuito cittadino di Detroit, Michigan, negli Stati Uniti. Fu la quinta gara del Campionato Mondiale di Formula 1 1987.

## Qualifiche
| Pos | No | Pilota             | Costruttore              | Q1       | Q2          | Distacco |
| --- | -- | ------------------ | ------------------------ | -------- | ----------- | -------- |
| 1   | 5  | Nigel Mansell      | Williams - Honda         | 1.42:223 | 1'39"264    |          |
| 2   | 12 | Ayrton Senna       | Lotus - Honda            | 1.42:985 | 1'40"607    | +1"343   |
| 3   | 6  | Nelson Piquet      | Williams - Honda         | 1.43:152 | 1'40"942    | +1"678   |
| 4   | 20 | Thierry Boutsen    | Benetton - Ford          | 1.44:686 | 1'42"050    | +2"786   |
| 5   | 1  | Alain Prost        | McLaren - TAG Porsche    | 1.46:042 | 1'42"357    | +3"093   |
| 6   | 18 | Eddie Cheever      | Arrows - Megatron        | 1.45:296 | 1'42"361    | +3"097   |
| 7   | 27 | Michele Alboreto   | Ferrari                  | 1.45:437 | 1'42"684    | +3"420   |
| 8   | 19 | Teo Fabi           | Benetton - Ford          | 1.47:064 | 1'42"918    | +3"654   |
| 9   | 7  | Riccardo Patrese   | Brabham - BMW            | 1.46:932 | 1'43"479    | +4"215   |
| 10  | 17 | Derek Warwick      | Arrows - Megatron        | 1.45:234 | 1'43"541    | +4"277   |
| 12  | 2  | Stefan Johansson   | McLaren - TAG Porsche    | 1.46:623 | 1'43"797    | +4"533   |
| 12  | 28 | Gerhard Berger     | Ferrari                  | 1.45:054 | 1'43"816    | +4"552   |
| 13  | 3  | Jonathan Palmer    | Tyrrell - Ford           | 1.47:010 | 1'44"350    | +5"086   |
| 14  | 4  | Philippe Streiff   | Tyrrell - Ford           | 1.47:963 | 1'45"037    | +5"773   |
| 15  | 9  | Martin Brundle     | Zakspeed                 | 1.48:932 | 1'45"291    | +6"027   |
| 16  | 10 | Christian Danner   | Zakspeed                 | 1.48:867 | 1'45"740    | +6"476   |
| 17  | 8  | Andrea De Cesaris  | Brabham - BMW            | 1.47:670 | 1'46"046    | +6"782   |
| 18  | 24 | Alessandro Nannini | Minardi - Motori Moderni | 1.46:449 | 1'46"083    | +6"819   |
| 19  | 21 | Alex Caffi         | Osella - Alfa Romeo      | 1.55:787 | 1'46"124    | +6"860   |
| 20  | 30 | Philippe Alliot    | Lola Larrousse - Ford    | 1.47:470 | 1'46"194    | +6"930   |
| 21  | 25 | René Arnoux        | Ligier - Megatron        | 1.48:338 | 1'46"211    | +6"947   |
| 22  | 16 | Ivan Capelli       | March - Ford             | 1.49:969 | 1'46"269    | +7"005   |
| 23  | 26 | Piercarlo Ghinzani | Ligier - Megatron        | 1.48:661 | 1'47"471    | +8"207   |
| 24  | 11 | Satoru Nakajima    | Lotus - Honda            | 1.51:355 | 1'48"801    | +9"537   |
| 25  | 23 | Adrián Campos      | Minardi - Motori Moderni | 1'50"495 | senza tempo | +11"231  |
| 26  | 14 | Pascal Fabre       | AGS - Ford               | 1.57:475 | 1'53"644    | +14"380  |

## Riassunto della gara
Normalmente, la gara di Detroit veniva preceduta o seguita dal Gran Premio del Canada. Nel 1987 la FISA richiese agli organizzatori della gara canadese alcune modifiche al tracciato, inclusa una nuova pit-lane. Quando la federazione si accorse che i lavori non potevano essere completati in tempo per il gran premio, la gara fu cancellata, seconda volta nella storia dopo il 1967.
Nelle qualifiche, che si corsero sull'asciutto nonostante avesse piovuto la sera prima, la Williams di Nigel Mansell conquistò la pole, quarta su cinque gare per l'inglese, davanti ad Ayrton Senna su Lotus e al compagno Nelson Piquet. La Benetton di Boutsen conquistò la quarta posizione, davanti ad Alain Prost su McLaren ed Eddie Cheever con la Arrows. Stupisce, in negativo, la prestazione di Satoru Nakajima, qualificatosi 24° e terz'ultimo, con un tempo di oltre 8 secondi più alto di quello del compagno di squadra Senna.
Sabato notte e Domenica mattina piovette ancora, ma alla partenza della gara la pista era asciutta. I primi tre rimasero nello stesso ordine dopo la partenza, con Cheever quarto e Teo Fabi che passò dall'ottava alla quinta posizione, seguito in ordine da Alboreto, Prost, Boutsen e Johansson. Al terzo giro Piquet entrò largo in una curva e alcune macerie presenti sul tracciato gli forarono uno pneumatico. Cheever e Fabi passarono il brasiliano prima della sua forzata sosta ai box per sostituire lo pneumatico. Tre giri più avati, dopo aver ripetutamente tentato di sorpassare Cheever, Fabi urtò con l'ala anteriore la gomma posteriore di Cheever, forandola e rompendo l'ala anteriore della sua Benetton. Fabi riuscì a raggiungere la pit-lane, guidando senza l'ala anteriore, ma fu costretto comunque al ritiro. Cheever rientrò ai box insieme all'italiano e riprese la pista in diciannovesima posizione.
Dopo 10 giri, Mansell guidava con 5 secondi di vantaggio su Senna, con Alboreto staccato di altri 23 secondi in terza posizione. Successivamente la Lotus di Senna soffrì di un surriscaldamento al pedale del freno, e il brasiliano fu costretto a percorrere un giro a velocità limitata, per evitare di finire contro il muro. Egli decise di indietreggiare per lasciar raffreddare il pedale, perdendo circa tre secondi a giro da Mansell. Appena il pedale fu raffreddato, Senna si ritrovò a dover lottare per restare davanti ad Alboreto: il "duello" durò poco, in quanto al 25º giro il ferrarista soffrì di un problema alla scatola del cambio, e fu costretto ad abbandonare la gara, lasciando a Prost la terza posizione. Dal giro successivo, Senna cominciò un inseguimento nei confronti di Mansell.
Al 26º giro l'inglese aveva 18 secondi di vantaggio sul brasiliano, ma cominciò a soffrire di crampi alla gamba destra. Al 34º giro Mansell si fermò per il cambio gomme, ma il pit-stop durò 18 secondi a causa di un dado della ruota posteriore destra che non riusciva ad essere avvitato correttamente. In aggiunta a ciò i crampi alla gamba destra peggiorarono, impedendo all'inglese di guidare nella maniera migliore.
Dopo il suo pit-stop Mansell si ritrovò esausto, e al 53º giro Piquet e Prost lo passarono. Tre giri dopo l'inglese dovette lasciar strada anche al ferrarista Gerhard Berger. La sua resistenza gli permise di conquistare due punti e chiudere la gara davanti a Cheever.
Senna guidò facilmente la gara fino alla fine, benché a soli tre giri dalla fine il cielo pareva promettere pioggia imminente. In realtà, la pioggia arrivò solo dopo la fine della gara e il brasiliano tagliò il traguardo con 33 secondi di vantaggio sul connazionale Piquet. Alain Prost riuscì, nonostante i problemi a freni e cambio, a chiudere sul gradino più basso del podio, precedendo la Ferrari di Gerhard Berger, Mansell e Cheever. Questa fu ultima vittoria del team di Colin Chapman in formula 1.

## Ordine d'arrivo
| Pos    | N° | Pilota             | Team                     | Giri | Tempo/Ritiro              | Partenza | Punti |
| ------ | -- | ------------------ | ------------------------ | ---- | ------------------------- | -------- | ----- |
| 1      | 12 | Ayrton Senna       | Lotus-Honda              | 63   | 1h50'16"358               | 2        | 9     |
| 2      | 6  | Nelson Piquet      | Williams-Honda           | 63   | + 33"819                  | 3        | 6     |
| 3      | 1  | Alain Prost        | McLaren-TAG Porsche      | 63   | + 45"327                  | 5        | 4     |
| 4      | 28 | Gerhard Berger     | Ferrari                  | 63   | + 1'02"601                | 12       | 3     |
| 5      | 5  | Nigel Mansell      | Williams-Honda           | 62   | + 1 giro                  | 1        | 2     |
| 6      | 18 | Eddie Cheever      | Arrows-Megatron          | 60   | + 3 giri                  | 6        | 1     |
| 7      | 2  | Stefan Johansson   | McLaren - TAG Porsche    | 60   | + 3 giri                  | 11       |       |
| 8      | 10 | Christian Danner   | Zakspeed                 | 60   | + 3 giri                  | 16       |       |
| 9      | 7  | Riccardo Patrese   | Brabham - BMW            | 60   | + 3 giri                  | 9        |       |
| 10     | 25 | René Arnoux        | Ligier - Megatron        | 60   | + 3 giri                  | 21       |       |
| 11 (1) | 3  | Jonathan Palmer    | Tyrrell - Ford           | 60   | + 3 giri                  | 13       |       |
| 12 (2) | 14 | Pascal Fabre       | AGS - Ford               | 58   | + 5 giri                  | 26       |       |
| Rit    | 20 | Thierry Boutsen    | Benetton - Ford          | 52   | Freni                     | 4        |       |
| Rit    | 26 | Piercarlo Ghinzani | Ligier - Megatron        | 51   | Frizione                  | 23       |       |
| Rit    | 4  | Philippe Streiff   | Tyrrell - Ford           | 44   | Pneumatico                | 14       |       |
| Rit    | 30 | Philippe Alliot    | Larrousse - Ford         | 38   | Incidente                 | 20       |       |
| Rit    | 27 | Michele Alboreto   | Ferrari                  | 25   | Cambio                    | 7        |       |
| Rit    | 24 | Alessandro Nannini | Minardi - Motori Moderni | 22   | Cambio                    | 18       |       |
| Rit    | 9  | Martin Brundle     | Zakspeed                 | 16   | Turbo                     | 15       |       |
| Rit    | 17 | Derek Warwick      | Arrows - Megatron        | 12   | Incidente                 | 10       |       |
| Rit    | 16 | Ivan Capelli       | March - Ford             | 9    | Problema elettrico        | 22       |       |
| Rit    | 19 | Teo Fabi           | Benetton - Ford          | 6    | Collisione con E.Cheever  | 8        |       |
| Rit    | 21 | Alex Caffi         | Osella - Alfa Romeo      | 3    | Trasmissione              | 19       |       |
| Rit    | 8  | Andrea De Cesaris  | Brabham - BMW            | 2    | Cambio                    | 17       |       |
| Rit    | 23 | Adrián Campos      | Minardi - Motori Moderni | 1    | Collisione con S.Nakajima | 25       |       |
| Rit    | 11 | Satoru Nakajima    | Lotus - Honda            | 1    | Collisione con A.Campos   | 24       |       |

Tra parentesi le posizioni valide per il Jim Clark Trophy, per le monoposto con motori aspirati.

## Classifiche

### Piloti
| *  | Pilota            | Punti |
| -- | ----------------- | ----- |
| 1  | Ayrton Senna      | 24    |
| 2  | Alain Prost       | 22    |
| 3  | Nelson Piquet     | 18    |
| 4  | Stefan Johansson  | 13    |
| 5  | Nigel Mansell     | 12    |
| 6  | Gerhard Berger    | 9     |
| 7  | Michele Alboreto  | 8     |
| 8  | Andrea De Cesaris | 4     |
| 9  | Eddie Cheever     | 4     |
| 10 | Satoru Nakajima   | 3     |
| 11 | Thierry Boutsen   | 2     |
| 12 | Martin Brundle    | 2     |
| 13 | Jonathan Palmer   | 2     |
| 14 | René Arnoux       | 1     |
| 15 | Ivan Capelli      | 1     |

### Costruttori
| *  | Team                  | Punti |
| -- | --------------------- | ----- |
| 1  | McLaren - TAG Porsche | 35    |
| 2  | Williams - Honda      | 30    |
| 3  | Lotus - Honda         | 27    |
| 4  | Ferrari               | 17    |
| 5  | Brabham - BMW         | 4     |
| 6  | Arrows - Megatron     | 4     |
| 7  | Benetton - Ford       | 2     |
| 8  | Zakspeed              | 2     |
| 9  | Tyrrell - Ford        | 2     |
| 10 | Ligier - Megatron     | 1     |
| 11 | March - Ford          | 1     |

### Trofeo Jim Clark
| Pos | Pilota           | Punti |
| --- | ---------------- | ----- |
| 1   | Jonathan Palmer  | 27    |
| 2   | Pascal Fabre     | 22    |
| 3   | Philippe Streiff | 21    |
| 4   | Philippe Alliot  | 15    |
| 5   | Ivan Capelli     | 6     |

### Trofeo Colin Chapman
| Pos | Team           | Punti |
| --- | -------------- | ----- |
| 1   | Tyrrell-Ford   | 48    |
| 2   | AGS-Ford       | 22    |
| 3   | Larrousse-Ford | 15    |
| 4   | March-Ford     | 6     |